# Governança de tecnologia
Governança de tecnologia é a atividade de gestão entre os diferentes setores — estado, negócios e ONGs — do desenvolvimento da tecnologia. O conceito é baseado na noção de inovação e de mudanças de paradigma técnico e econômico segundo as teorias de Joseph A. Schumpeter, Christopher Freeman, Carlota Perez, etc. O pensamento é que certos períodos de desenvolvimento econômico são comandados por uma visão de mundo que impulsiona a inovação que impacta por meio de componentes financeiros, mudança hierárquica, retornos mais proeminentes e assim por diante. Da mesma forma, o círculo financeiro e social a tal ponto, que todo um paradigma é gerado por eles. No momento, a visão de mundo que impulsiona a inovação é a tecnologia da informação e comunicação (TIC). De acordo com a Hipótese de Desenvolvimento (e descobertas exatas também), estados, áreas ou redes diferentes não avançam consequentemente, ou mesmo entram nessas inovações-chave, mas em vez disso devem ser guiados por intervenção dinâmica, por parte do Estado colaboração e coordenação). A administração da inovação, (como um campo de solicitação perspicaz e orientação escolar) é, portanto, sobre como isso é hipotética e essencialmente feito, quais instituições são ideais para tal cenário, como a educação dos administradores deve ser semelhante na chance de que eles o farão ter a capacidade autorizada de gerenciar esses problemas e assim por diante. A governança da tecnologia é um conceito de política pública; não deve ser confundida com arranjos internos corporativos de organização ( governança corporativa ) e arranjos de TI, às vezes chamados de "Governança de Tecnologia da Informação" ou Governança Corporativa de tecnologia da informação.

## Visão geral
A governança da tecnologia é um tópico controverso com uma ampla gama de partes interessadas em todo o mundo. A fim de garantir o sucesso de longo prazo das tecnologias, várias organizações são criadas para reunir grupos e pessoas para trocar conhecimentos e informações, com a finalidade de ajudar a embasar as decisões a serem tomadas em relação às políticas públicas sobre temas de tecnologia. Muitas das organizações de Governança de Tecnologia não fazem mudanças políticas diretamente, mas visam reunir organizações e especialistas relevantes para trocar informações e destacar questões-chave para influenciar as políticas públicas na direção certa.
A maioria das organizações concentra-se nas políticas da Internet, com organizações gerais, como a Internet Society mas tem grupos mais específicos, como o Internet Architecture Board, que serve como um "comitê da Internet Engineering Task Force e um órgão consultivo do Sociedade da Internet". As organizações maiores se concentram em objetivos mais abrangentes de desenvolvimento e orientação para a mudança da Internet e das tecnologias, enquanto os grupos menores aconselhando e trabalhando com e dentro dos grupos maiores servem como supervisão e exame mais direto das políticas.

## Maiores Organizações de Governança de Tecnologia

### Fórum de Governança da Internet (FGI)
O IGF reúne pessoas e grupos para divulgar informações, influenciar políticas e difundir boas práticas para a Internet e tecnologia. O objetivo da organização é envolver partes interessadas de todo o mundo e de diversas origens, algo entendido como necessário para fazer avançar as políticas públicas na área de Governança da Internet em rápida mudança. A cada ano, o Fórum de Governança da Internet é hospedado por um país e facilita a discussão entre governos e organizações em todo o mundo, identificando as principais questões e tópicos relacionados à governança da Internet e tópicos de tecnologia relacionados. Além de identificar os problemas, o fórum também espera encontrar soluções para os problemas que surgem com o uso indevido da internet, revisando constantemente as diretrizes e princípios relativos à governança da internet.
A primeira Conferência IGF foi anunciada pelas Nações Unidas em 18 de julho de 2006 e localizada em Atenas, Grécia. Desde então, mais 12 conferências sediaram o IGF, com o site listando todos os 13 países que sediaram o IGF: de 2006 a 2018, apresentando países como Grécia, Brasil, Índia, França e vários outros . De acordo com o IGF, os participantes da conferência são geralmente de entidades credenciadas "Cúpula Mundial da Sociedade da Informação (WSIS) e Conselho Econômico e Social (ECOSOC)", bem como outras organizações com experiência comprovada e experiência relacionada à governança da Internet.

### IEEE - Advancing Technology for Humanity
IEEE é a maior organização profissional técnica do mundo, tendo como objetivo promover a inovação e o avanço tecnológico para beneficiar a sociedade. Embora IEEE signifique Instituto de Engenheiros Elétricos e Eletrônicos, como uma das maiores organizações do mundo, as organizações são compostas por mais do que apenas engenheiros, mas profissionais de cientistas a desenvolvedores de software.
O IEEE começou em 1884 devido ao aumento da influência da eletricidade no mundo. A organização surgiu da fusão de duas organizações diferentes, o Instituto Americano de Engenheiros Elétricos (AIEE) e o IRE. A AIEE teve início em 1884, tendo como objetivo apoiar os profissionais da indústria e seus esforços para melhorar o padrão de vida da sociedade. Embora a organização tenha sido formada em Nova York, a primeira reunião foi realizada na Filadélfia, PA, com muitos dos líderes vindos de setores como telégrafo, energia e telefone. À medida que a eletricidade avançava e crescia, a organização se concentrou mais na energia elétrica, com seu foco inicial no telégrafo e o telefone se tornando secundários. O IRE, por outro lado, estava focado no rádio e, mais amplamente, na eletrônica. Embora seja semelhante ao AIEE e tenha sido formado na década de 1940, ele cresceu mais rapidamente e se tornou o grupo maior em 1957. Devido ao crescimento de ambas as organizações. em janeiro de 1963, a AIEE e o IRE se fundiram e ficaram conhecidos como Instituto de Engenheiros Elétricos e Eletrônicos (IEEE). Hoje, o IEEE tem mais de 390.000 membros e está envolvido em mais de 16 países.

### World Wide Web Consortium (W3C)
A W3C é uma organização global que permite que grupos e indivíduos se reúnam e promovam os padrões da web. A organização é liderada pelo Diretor, Tim Berners-Lee, e pelo CEO, Jeffrey Jaffe, e eles alcançam seus objetivos desenvolvendo os protocolos e diretrizes pertinentes à Web para garantir que ela seja bem-sucedida a longo prazo. Além disso, há também uma equipe do W3C chamada W3C Evangelists, que atua como uma equipe de desenvolvimento de negócios ajudando na identificação e recrutamento de novos membros para o W3C, bem como na operação de eventos em sua localização geográfica, promovendo o W3C e ajudando a conectar doadores e patrocinadores . A organização é financiada principalmente por meio de quotas, bolsas de pesquisa, doações e patrocínios do W3C. O W3C também possui um serviço gratuito de validação de páginas da web, que embora não seja obrigatório, é útil para ter páginas de melhor qualidade.
De acordo com seu site, o W3C foi fundado em outubro de 1984 por Tim Berners-Lee no laboratório de ciência da computação do Instituto de Tecnologia de Massachusetts. O W3C colaborou com o CERN e foi apoiado pela DRNA e pela Comissão Europeia, hospedando sua primeira conferência em abril de 1995. Desde o seu início, já foram realizadas quatro conferências principais. A segunda conferência foi sediada na Keio University of Japan em 1996 e em 2003, o terceiro ERCIM (European Research Consortium in Informatics and Mathematics) acolheu a terceira conferência na Europa, substituindo o anterior anfitrião europeu do W3C, INRIA . O quarto anfitrião foi em 2013 e foi hospedado pela Universidade Beihang, na China.

### Comitê de Política de Tecnologia dos EUA (USTPC)
O USTPC é um braço da Association for Computing Machinery(ACM) que é o principal comitê para facilitar a interação de assuntos relacionados a políticas relacionadas à tecnologia da informação. Uma das principais formas pelas quais o USTPC contribui é fornecendo relatórios informativos sobre questões de política relacionadas à computação, como privacidade digital, falsificações profundas, segurança cibernética e demais tópicos. A produção desses relatórios e informações costuma ser feita em resposta a solicitações de expertise em áreas técnicas, servindo como recurso para que os tomadores de decisão possam obter informações confiáveis. Os principais grupos de público para os quais o USTPC fornece suas informações são o Congresso, a Administração e os tribunais, ajudando-os a informar como as mudanças na computação e na tecnologia influenciam as políticas públicas nos Estados Unidos.
O USTPC costumava ser conhecido como USACM, quando foi iniciado pela primeira vez em 1992. Desde então, houve cinco presidentes de comitês diferentes, sendo o presidente do comitê James Hendler, do Rensselaer Polytechnic Institute. Hendler, que trabalha com subcomitês de voluntários e colaborações com outras organizações para operar e trabalhar em prol de seus objetivos. Os subcomitês do USTPC são liderados por presidentes nomeados por James Hendler e divididos em:
- Acessibilidade - Harry Hochheiser
- IA e algoritmos - Jeanna Matthews, Jonathan Smith
- Governança Digital - Vago
- Propriedade Intelectual - Paul Hyland
- Direito - Andy Grosso
- Privacidade - Brian Dean
- Segurança - Patrick Traynor
- Votação - Barbara Simons[12]

## Organizações de governança de tecnologia recentes
O IGI é um instituto de políticas voltado para o avanço das práticas e tecnologias de Governança da Informação por meio de pesquisas e discussões em eventos. A organização é formada por um pequeno grupo consultivo e uma equipe de liderança, colaborando para ajudar a aproximar pessoas e compartilhar recursos. Há um grande componente educacional no IGI, já que eles não apenas conduzem pesquisa e desenvolvimento em tópicos de governança da Internet, mas também desenvolvem cursos e palestras para educar o público sobre tópicos relacionados à governança da Internet. Seu relatório mais recente é o Nepal IGF 2018 Report.
A equipe executiva da IGI é atualmente liderada pelo presidente Manohar Kumar Bhattarai, que está envolvido com a política de TI no Nepal e tem mais de três décadas de experiência no setor de Tecnologia da Informação e Comunicação. Bhattarai é apoiado por seis outros diretores no conselho executivo: Upendra Keshari Neupane, Rajendra Dahal, Umesh Raghubanshi, Romkant Pandey, Sapana Shahi e Babu Ram Aryal, respectivamente.

### Grande Comitê Internacional (IGC)
O Grande Comitê Internacional é uma reunião organizada para trazer discussões sobre Big Data, Privacidade e Democracia. O comitê faz consultas sobre tópicos de interesse, como segurança online ou novos desenvolvimentos na radiodifusão. Depois de investigar um tópico, o comitê cria um relatório de suas conclusões e também faz recomendações ao governo. As primeiras publicações são de 2017 e podem ser encontradas em seu site. Como parte do seu processo, o IGC organiza uma conferência para trazer a discussão aos seus tópicos de investigação. A conferência tem representantes da "Argentina, Chile, Estônia, Alemanha, Irlanda, Cingapura, Equador, México, Marrocos, Trinidad e Tobago e Reino Unido" e também inclui grandes empresas como Facebook, Google, Twitter, Amazon e Apple. A organização teve sua primeira reunião em 27 de Novembro de 2018 em Londres.